# Município de Wiccacanee (condado de Northampton, Carolina do Norte)
Localização da Carolina do Norte nos E.U.A.
O município de Wiccacanee (em inglês: Wiccacanee Township) é um localização localizado no  condado de Northampton no estado estadounidense da Carolina do Norte. No ano 2010 tinha uma população de 1.837 habitantes.

## Geografia
O município de Wiccacanee encontra-se localizado nas coordenadas 36° 27′ 37,55″ N, 77° 17′ 59,89″ O.